# Arcidiocesi di Tokyo
L'arcidiocesi di Tokyo (in latino: Archidioecesis Tokiensis) è una sede metropolitana della Chiesa cattolica in Giappone. Nel 2022 contava 98.290 battezzati su 20.261.029 abitanti. È retta dall'arcivescovo cardinale Tarcisius Isao Kikuchi, S.V.D.

## Territorio
L'arcidiocesi comprende la città di Tokyo e la prefettura di Chiba.
Sede arcivescovile è la città di Tokyo, dove si trova la cattedrale di Santa Maria.
Il territorio è suddiviso in 79 parrocchie.

## Storia
Il vicariato apostolico del Giappone fu eretto il 27 marzo 1846 con il breve Ex debito di papa Gregorio XVI, ricavandone il territorio dal vicariato apostolico di Corea (oggi arcidiocesi di Seul). Si estendeva in origine su tutto il Giappone. L'erezione del vicariato apostolico faceva seguito al tentativo di stabilire una diocesi in Giappone fatto con la diocesi di Funay, eretta nel 1588 e soppressa de facto a metà del XVII secolo a causa della persecuzione dei cristiani.
Il 20 giugno 1876 cedette una porzione del suo territorio a vantaggio dell'erezione del vicariato apostolico del Giappone meridionale (oggi arcidiocesi di Nagasaki) e contestualmente assunse il nome di vicariato apostolico del Giappone settentrionale.
Il 17 aprile 1891, in forza del breve Ex officio di papa Leone XIII, cedette un'altra porzione del suo territorio a vantaggio dell'erezione del vicariato apostolico di Hakodate (oggi diocesi di Sendai) e contestualmente assunse il nome di vicariato apostolico di Tokyo.
Il 15 giugno dello stesso anno il vicariato apostolico è stato elevato al rango di arcidiocesi metropolitana con il breve Non maius Nobis dello stesso papa Leone XIII.
Il 13 agosto 1912, il 18 febbraio 1922 e il 9 novembre 1937 ha ceduto altre porzioni territoriali a vantaggio dell'erezione rispettivamente della prefettura apostolica Nygata (oggi diocesi di Niigata), della prefettura apostolica di Nagoya (oggi diocesi) e della diocesi di Yokohama.

## Cronotassi dei vescovi
Si omettono i periodi di sede vacante non superiori ai 2 anni o non storicamente accertati.
- Théodore-Augustin Forcade, M.E.P. † (27 marzo 1846 - 1852 dimesso)
  - Sede vacante (1852-1866)
- Bernard-Thadée Petitjean, M.E.P. † (11 maggio 1866 - 20 giugno 1876 nominato vicario apostolico del Giappone meridionale)
- Pierre-Marie Osouf, M.E.P. † (19 dicembre 1876 - 27 giugno 1906 deceduto)
- Pierre-Xavier Mugabure, M.E.P. † (27 giugno 1906 succeduto - 27 maggio 1910 deceduto)
- François Bonne, M.E.P. † (15 settembre 1910 - 11 gennaio 1912 deceduto)
- Jean-Pierre Rey, M.E.P. † (1º giugno 1912 - 6 marzo 1926 dimesso)[3]
- Jean-Baptiste-Alexis Chambon, M.E.P. † (16 marzo 1927 - 9 novembre 1937 nominato vescovo di Yokohama)
- Peter Tatsuo Doi † (2 dicembre 1937 - 21 febbraio 1970 deceduto)
- Peter Seiichi Shirayanagi † (21 febbraio 1970 succeduto - 17 febbraio 2000 dimesso)
- Peter Takeo Okada † (17 febbraio 2000 - 25 ottobre 2017 ritirato)
- Tarcisius Isao Kikuchi, S.V.D., dal 25 ottobre 2017

## Statistiche
L'arcidiocesi nel 2022 su una popolazione di 20.261.029 persone contava 98.290 battezzati, corrispondenti allo 0,5% del totale.
| anno | popolazione | popolazione | popolazione | presbiteri | presbiteri | presbiteri | presbiteri                | diaconi | religiosi | religiosi | parrocchie |
| anno | battezzati  | totale      | %           | numero     | secolari   | regolari   | battezzati per presbitero | diaconi | uomini    | donne     | parrocchie |
| ---- | ----------- | ----------- | ----------- | ---------- | ---------- | ---------- | ------------------------- | ------- | --------- | --------- | ---------- |
| 1950 | 15.246      | 7.513.000   | 0,2         | 142        | 24         | 118        | 107                       |         | 65        | 369       | 29         |
| 1970 | 57.912      | 14.874.107  | 0,4         | 443        | 67         | 376        | 130                       |         | 520       | 1.316     | 66         |
| 1980 | 65.566      | 16.325.816  | 0,4         | 463        | 73         | 390        | 141                       | 1       | 641       | 1.690     | 73         |
| 1990 | 82.381      | 17.069.611  | 0,5         | 494        | 81         | 413        | 166                       | 1       | 644       | 1.897     | 79         |
| 1999 | 84.437      | 17.775.082  | 0,5         | 427        | 83         | 344        | 197                       |         | 504       | 1.594     | 79         |
| 2000 | 85.376      | 17.880.513  | 0,5         | 420        | 83         | 337        | 203                       | 1       | 489       | 1.579     | 79         |
| 2001 | 87.038      | 17.986.093  | 0,5         | 407        | 79         | 328        | 213                       | 1       | 479       | 1.596     | 78         |
| 2002 | 87.081      | 17.999.755  | 0,5         | 388        | 78         | 310        | 224                       | 1       | 451       | 1.583     | 78         |
| 2003 | 89.310      | 18.290.876  | 0,5         | 397        | 79         | 318        | 224                       | 1       | 446       | 1.494     | 77         |
| 2004 | 89.409      | 18.408.577  | 0,5         | 390        | 79         | 311        | 229                       | 1       | 448       | 1.475     | 73         |
| 2010 | 96.157      | 19.200.258  | 0,5         | 363        | 82         | 281        | 264                       | 1       | 375       | 1.431     | 75         |
| 2014 | 98.415      | 19.383.095  | 0,5         | 386        | 76         | 310        | 254                       | 1       | 403       | 1.296     | 75         |
| 2017 | 96.811      | 19.889.238  | 0,5         | 334        | 76         | 258        | 289                       | 1       | 340       | 1.320     | 75         |
| 2020 | 97.656      | 20.230.377  | 0,5         | 330        | 72         | 258        | 295                       | 2       | 336       | 1.204     | 80         |
| 2022 | 98.290      | 20.261.029  | 0,5         | 296        | 66         | 230        | 332                       | 3       | 311       | 1.177     | 79         |